# Club Santos Córdoba
Club Santos Córdoba fue un club de fútbol de la ciudad de Córdoba, Veracruz. Fue fundando en 2008 y desapareció en 2015. Se encontraba ubicado en el Grupo III de la Tercera División de México.

## Historia
La franquicia pertenecía al maestro Fernando Pérez Campos y jugaba con el nombre de Caballeros de Córdoba en el Grupo II de la Tercera División desde la década de los noventa, teniendo como sede el Estadio Municipal Rafael Murillo Vidal de Córdoba, Veracruz. Cuando Fernando Pérez falleció, su hija Herlinda Pérez Montes heredó la franquicia y se hizo cargo del equipo.
En 2008 Herlinda Pérez le rentó la franquicia al consejo directivo del Club Casino Español de Córdoba, el cual tenía como presidente a Emilio Fanjul, quien al obtener el préstamo de la franquicia tuvo un acercamiento con el Grupo Modelo a través de Fernando García, distribuidor de esta marca cervecera en Córdoba.
El Club Casino Español de Córboba, estableció un convenio con el Grupo Modelo para que la franquicia adquirida en préstamo fuera filial del Club Santos Laguna y así nació el "Club Santos Casino". Esta alianza entre Santos Laguna y Casino Español tuvo como resultado la creación del Centro de Formación Club Santos Laguna en Córdoba.
La temporada 2010-2011 fue la mejor para el cuadro del casino al llegar a la instancia de la final de la Tercera División, sin embargo cayó ante Vaqueros de Ixtlán 2-0 en el global.
En 2012 el equipo tuvo que dejar la Tercera División, esto debido a que uno de los reglamentos del Casino Español es que en sus equipos debe haber determinado número de socios jugando y en el caso de Santos Casino no se cumplía, pues había varios elementos procedentes de Torreón. Ese año, las fuerzas básicas del Casino Español, no completaron la cuota de jugadores para la tercera división y los que ya estaban se pasaron de edad y ya no podían jugar la siguiente temporada, por lo que se decidió no participar más en la tercera división profesional, y entonces la franquicia fue inscrita en la Liga Nacional de Fuerzas Básicas, teniendo varios equipos en las diferentes categorías de este torneo.
En 2013, después de cinco años, Santos Laguna y el Casino Español de Córdoba decidieron no renovar más su convenio de colaboración. Esto fue decidido en una reunión entre Alejandro Irarragorri, Presidente del Club Santos Laguna y Luis Miguel Pontón, Presidente del Casino Español de Córdoba. De esta forma, el equipo cambió de nombre a "Club Santos Córdoba", y regresó a jugar a la Tercera División para la temporada 2013-14.
El equipo dejó de participar en el torneo tras culminar la temporada 2014-15 y entonces Agustín Mollinedo rentó la franquicia con opción a compra y dejó su lugar a "Langostineros de Atoyac", quienes por cuestiones administrativas siguieron usando el nombre de "Santos Córdoba" durante la temporada 2015-16 pero con diferentes uniformes y escudo. De la misma forma, a partir de la temporada 2016-17 el equipo se ostentó como "Potros de Padelma", aún usando el nombre de "Santos Casino" en los registros oficiales de la FEMEXFUT. A mediados de la temporada 2017-18 el equipo vuelve a ser Caballeros de Córdoba después de varias temporadas como Potros Padelma. En la 2018-19 el equipo que utilizó su registro fue conocido como Bravos de Coscomatepec. Mientras que en la edición 2019-20 el Fuertes de Fortín Fútbol Club compitió con el registro de Santos Córdoba, finalmente, en 2020 este club consiguió su registro propio por lo que el de la escuadra de Santos quedó sin uso.

## Instalaciones
El estadio de la Unidad Deportiva del Casino Español fue el primer campo donde se disputaron los juegos como local de Santos Casino, contaba con capacidad para 2 670 espectadores. Tras terminar el convenio entre Santos Laguna y Casino Español en 2013, el equipo se mudó al Estadio Rafael Murillo Vidal.

## Palmarés
- Subcampeón de la Tercera División de México (1): 2010-11.

- Liga de Fuerzas Básicas e Inferiores (1): 2011 (Categoría Juvenil A).[10]
- Copa Córdoba (1): 2013 (Categoría 1999).[11]
- Copa SKF Puebla (1): 2009 (Categoría 1997-98).[12]

- Subcampeón Copa SKF Puebla (1): 2012 (Categoría 1999-00).